# Melanophthalma arborea
Melanophthalma arborea es una especie de coleóptero de la familia Latridiidae.

## Distribución geográfica
Habita en Panamá.